# رناتو کاتانئو (بازیکن فوتبال، زاده ۱۹۲۳)
رناتو کاتانئو (انگلیسی: Renato Cattaneo; ۱۶ دسامبر ۱۹۲۳ – 2017) بازیکن فوتبال اهل ایتالیا بود.
از باشگاه‌هایی که در آن بازی کرده‌است می‌توان به باشگاه فوتبال کرمونزه، باشگاه فوتبال کومو، باشگاه فوتبال ویچنزا، و باشگاه فوتبال کاتانیا اشاره کرد.